# Congostro (Orense)
Congostro (llamada oficialmente Santa Mariña de Congostro) es una parroquia y un lugar del municipio español de Rairiz de Veiga, en la provincia de Orense, Galicia.

## Organización territorial
La parroquia está formada por dos entidades de población:
- Congostro
- San Miguel

## Demografía

### Parroquia
| Gráfica de evolución demográfica de Congostro (parroquia) entre 2000 y 2023 |
|                                                                             |
| Datos según el nomenclátor publicado por el INE.                            |

### Lugar
| Gráfica de evolución demográfica de Congostro (lugar) entre 2000 y 2023 |
|                                                                         |
| Datos según el nomenclátor publicado por el INE.                        |